# 西島豊造
西島 豊造（にしじま とよぞう、1962年11月20日 - ）は、東京都目黒区の米穀店、株式会社スズノブ代表取締役。「JA四万十厳選にこまる」ブランド化アドバイザー。島根県「島根米」こだわり米部門アドバイザー。お米マイスター。地域ブランド米による地域活性化に尽力し、多数のメディアで発信している。

## 人物
東京都目黒区出身。駒澤大学高等学校卒業、1986年（昭和61年）北里大学獣医畜産学部畜産土木工学科（飼料農地造成学）を卒業後に、財団法人北海道農業近代化コンサルタントに入社（農業土木コンサルタント・技師）。1988年9月、家業の米屋「株式会社鈴延商店」を継ぐ（専務）。1991年（平成3年）1月、株式会社スズノブ代表取締役に就任。1999年（平成11年）、一般社団法人日本米穀小売振興会主催 第10回優良米穀コンクールにて「食糧庁長官賞」を受賞。2008年（平成20年）、第18回 優良経営食料品小売店等表彰事業で「農林水産大臣賞」を受賞。2017年3月2日、テロワール（生育環境）が魚沼・飯山と共に世界一の良食味米地帯（ゴールデン・トライアングル）を形成している群馬県北毛地域の利根沼田農業事務所・利根沼田農作業受託者連絡協議会・JA利根沼田共催の研修会で講演。10月18日、米の食味チャートを発表。2018年2月24日、南魚沼市認定農業者と農業委員会との意見交換会で講演。12月14日、十日町市認定農業者連絡協議会研修会で講演「特A復帰へ必要な事」。2019年3月25日、スズノブ文京春日店の米笑（こめえ）が開店。

## 著書

### 単著
- 『ごはん革命』（2001年7月10日、道出版）ISBN 978-4944154333
- 『今日はこの米 コシヒカリの子孫たち』（2006年2月10日、日本放送出版協会 生活人新書）ISBN 978-4140881712
- 『趣味どきっ！ニッポンのうまい米(2022年10月・11月) NHKテキスト』（2023年9月25日、NHK出版）ISBN 9784142288588

### 共著
- 『お米の達人が教えるごはん基本帳 知っているようで知らない選び方、炊き方、食べ方』（共著者:飛田和緒）（2010年10月27日、家の光協会）ISBN 978-4259563028

### 監修
- 『あきたこまちにひとめぼれ』（著者:吉谷光平）（双葉社 アクションコミックス）
  1. ISBN 978-4575850352 （2017年9月28日）
  2. ISBN 978-4575851014 （2018年1月27日）
  3. ISBN 978-4575851779 （2018年6月28日）
  4. ISBN 978-4575852349 （2018年11月22日）

## 出演番組
- 出典[21][22]

### 日本テレビ
- 情報ライブ ミヤネ屋
- ヒルナンデス!
- news every.
- 満天☆青空レストラン
- 女神のマルシェ
- 真相報道 バンキシャ!
- 嵐にしやがれ
- 誰だって波瀾爆笑
- 解決!ナイナイアンサー
- PON!
- メレンゲの気持ち
- 月曜から夜ふかし
- ZIP!
- おもいッきりDON!
- おもいッきりイイ!!テレビ
- スクール革命!
- 買キング

### テレビ朝日
- スーパーJチャンネル
- ガムシャラ!
- 〜世界にひとつ〜ミラクルレシピ!
- 羽鳥慎一モーニングショー
- 日本人の3割しか知らないこと くりぃむしちゅーのハナタカ!優越館
- 相葉マナブ『究極のおにぎり作りに挑戦』
- 笑顔がごちそう ウチゴハン
- あさナビ
- 世間に飛び出せ!! バナナ藩
- 若大将のゆうゆう散歩
- やじうまテレビ!～マルごと生活情報局～
- シルシルミシル
- 特選いいものさがし
- あさナビ

### TBSテレビ
- 林先生が驚く初耳学!
- ジョブチューン アノ職業のヒミツぶっちゃけます!『入浴・米＆炊飯器・かっぱ橋道具街!プロがぶっちゃけSP』 2017年
- ひるおび!
- Nスタ
- ナゾ解き!マイネーム 第2弾〜新説★おなまえンターテインメント
- 王様のブランチ
- みのもんたの朝ズバッ!
- はなまるマーケット
- となりのマエストロ
- サカスさん
- 白熱ライブ ビビット

### テレビ東京
- BSニュース 日経プラス10
- リトルトーキョーライフ『秋の味覚“新米”お米の専門家にヤバい質問』
- ソレダメ!〜あなたの常識は非常識!?〜
- たけしのニッポンのミカタ!『ニッポンの食文化！コメなしでは生きられない!?2』
- ワールドビジネスサテライト
- なないろ日和!
- 虎ノ門市場スペシャル
- 日経スペシャル ガイアの夜明け まずいコメはもういらない! 〜変わり始めたニッポンの農家〜（2003年11月18日、テレビ東京）[23]。
- 日経スペシャル ガイアの夜明け どうすればいいのか？ニッポンの農業（2013年12月10日、テレビ東京）
- レディス4『新米を美味しく食べる方法』
- ものスタMOVE
- NEWSアンサー

### フジテレビ
- 情報プレゼンター とくダネ!
- 有吉くんの正直さんぽ
- 新・週刊フジテレビ批評
- LIVEあしたのニュース＆すぽると
- ノンストップ!
- LIVE2011 ニュースJAPAN

### NHK
- 金よう夜きらっと新潟
- 趣味どきっ!
- NHKニュース おはよう日本
- あさイチ
- ゆうどきネットワーク
- サキどり↑[続報！新ブランド米 戦国時代]

### TBSラジオ
- 森本毅郎・スタンバイ![24]